# Nazionale maschile di roller derby della Francia
La nazionale di roller derby maschile della Francia è la selezione maggiore maschile di roller derby, il cui nickname è Team France, che rappresenta la Francia nelle varie competizioni ufficiali o amichevoli riservate a squadre nazionali. Si è classificata quarta nel campionato mondiale di roller derby maschile 2014.

## Risultati
Legenda: Grassetto: Risultato migliore, Corsivo: Mancate partecipazioni

## Dettaglio stagioni

### Amichevoli
| Stagione | Vin | Par | Per | Tot | PF    | PS    | avversaria                           |
| -------- | --- | --- | --- | --- | ----- | ----- | ------------------------------------ |
| 2014     | 2   | 0   | 0   | 2   | 592   | 185   | Unnamed Basterds, Canada (femminile) |
| 2014     | ?   | ?   | ?   | 1   | ?     | ?     | Unnamed Basterds                     |
|          |     |     |     |     |       |       |                                      |
| Totale   | 2+? | 0+? | 0+? | 3   | 592+? | 185+? |                                      |

### Tornei

#### Mondiali
| Stagione | regular season | regular season | regular season | regular season | regular season | regular season | playoff | playoff | playoff | playoff | playoff | playoff   | playoff    |
|          | Vin            | Par            | Per            | Tot            | PF             | PS             | Vin     | Per     | Tot     | PF      | PS      | risultato | avversaria |
| -------- | -------------- | -------------- | -------------- | -------------- | -------------- | -------------- | ------- | ------- | ------- | ------- | ------- | --------- | ---------- |
| 2014     | 3              | 0              | 0              | 3              | 513            | 101            | 1       | 2       | 3       | 535     | 525     | Quarta    | Canada     |
| 2016     |                |                |                |                |                |                |         |         |         |         |         |           |            |
|          |                |                |                |                |                |                |         |         |         |         |         |           |            |
| Totale   | 3              | 0              | 0              | 3              | 513            | 101            | 1       | 2       | 3       | 535     | 525     |           |            |

#### Battle of the Beasts
| Stagione | regular season | regular season | regular season | regular season | regular season | regular season | playoff | playoff | playoff | playoff | playoff | playoff   | playoff     |
|          | Vin            | Par            | Per            | Tot            | PF             | PS             | Vin     | Per     | Tot     | PF      | PS      | risultato | avversaria  |
| -------- | -------------- | -------------- | -------------- | -------------- | -------------- | -------------- | ------- | ------- | ------- | ------- | ------- | --------- | ----------- |
| 2013     |                |                |                |                |                |                | 1       | 1       | 2       | 215     | 391     |           | Inghilterra |
|          |                |                |                |                |                |                |         |         |         |         |         |           |             |
| Totale   |                |                |                |                |                |                | 1       | 1       | 2       | 215     | 391     |           |             |

#### 4 Nations
| Stagione | regular season | regular season | regular season | regular season | regular season | regular season | playoff | playoff | playoff | playoff | playoff | playoff     | playoff    |
|          | Vin            | Par            | Per            | Tot            | PF             | PS             | Vin     | Per     | Tot     | PF      | PS      | risultato   | avversaria |
| -------- | -------------- | -------------- | -------------- | -------------- | -------------- | -------------- | ------- | ------- | ------- | ------- | ------- | ----------- | ---------- |
| 2015     | 1              | 0              | 2              | 3              | 315            | 643            |         |         |         |         |         | Terzo posto | Scozia     |
|          |                |                |                |                |                |                |         |         |         |         |         |             |            |
| Totale   | 1              | 0              | 2              | 3              | 315            | 643            |         |         |         |         |         |             |            |

### Riepilogo bout disputati
| Anno | Luogo              | Evento                  | Fase del torneo      | Incontro                     | Risultato |
| 2013 | Valkenswaard       | Battle of the Beasts II |                      | Francia - Belgio             | 131 - 36  |
| 2013 | Valkenswaard       | Battle of the Beasts II |                      | Inghilterra - Francia        | 355 - 84  |
| 2014 |                    | Amichevole              |                      | Francia - Canada (femminile) | 206 - 131 |
| 2014 | Fontenay-sous-Bois | French Tough            |                      | Francia - Unnamed Basterds   | 386 - 54  |
| 2014 | Birmingham         | Mondiale                | Fase a gironi        | Francia - Irlanda            | 145 - 30  |
| 2014 | Birmingham         | Mondiale                | Fase a gironi        | Germania - Francia           | 14 - 251  |
| 2014 | Birmingham         | Mondiale                | Fase a gironi        | Australia - Francia          | 57 - 117  |
| 2014 | Birmingham         | Mondiale                | Ottavi di finale     | Francia - Argentina          | 310 - 102 |
| 2014 | Birmingham         | Mondiale                | Semifinale           | Francia - Inghilterra        | 114 - 227 |
| 2014 | Birmingham         | Mondiale                | Finale 3º - 4º posto | Canada - Francia             | 196 - 111 |
| 2015 | Brétigny-sur-Orge  | Amichevole              |                      | Francia - Unnamed Basterds   | ? - ?     |
| 2015 | Birmingham         | 4 Nations               |                      | Francia - Inghilterra        | 55 - 272  |
| 2015 | Birmingham         | 4 Nations               |                      | Francia - Galles             | 116 - 231 |
| 2015 | Birmingham         | 4 Nations               |                      | Scozia - Francia             | 140 - 144 |

## Confronti con le altre Nazionali
Questi sono i saldi della Francia nei confronti delle Nazionali incontrate.

### Saldo positivo
| Nazionale          | Giocate | Vinte | Pareggiate | Perse | PF  | PS  | Ultima vittoria | Ultimo pari | Ultima sconfitta |
| ------------------ | ------- | ----- | ---------- | ----- | --- | --- | --------------- | ----------- | ---------------- |
| Germania           | 1       | 1     | 0          | 0     | 251 | 14  | 2014            | -           | -                |
| Argentina          | 1       | 1     | 0          | 0     | 310 | 102 | 2014            | -           | -                |
| Irlanda            | 1       | 1     | 0          | 0     | 145 | 30  | 2014            | -           | -                |
| Belgio             | 1       | 1     | 0          | 0     | 131 | 36  | 2013            | -           | -                |
| Canada (femminile) | 1       | 1     | 0          | 0     | 206 | 131 | 2014            | -           | -                |
| Australia          | 1       | 1     | 0          | 0     | 117 | 57  | 2014            | -           | -                |
| Scozia             | 1       | 1     | 0          | 0     | 144 | 140 | 2015            | -           | -                |

### Saldo negativo
| Nazionale   | Giocate | Vinte | Pareggiate | Perse | PF  | PS  | Ultima vittoria | Ultimo pari | Ultima sconfitta |
| ----------- | ------- | ----- | ---------- | ----- | --- | --- | --------------- | ----------- | ---------------- |
| Canada      | 1       | 0     | 0          | 1     | 111 | 196 | -               | -           | 2014             |
| Galles      | 1       | 0     | 0          | 1     | 116 | 231 | -               | -           | 2015             |
| Inghilterra | 3       | 0     | 0          | 3     | 253 | 854 | -               | -           | 2015             |